# Invisibilidade

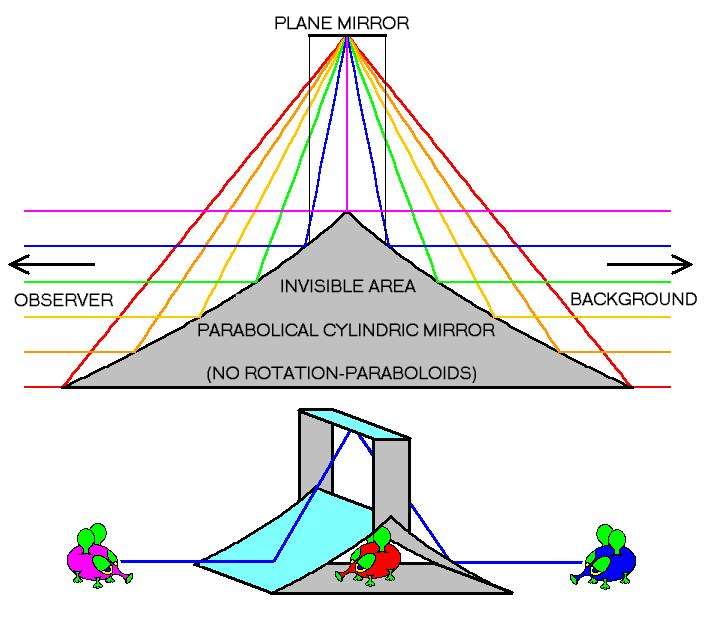

A invisibilidade consiste na característica de um objeto não ser visível, o que no caso dos seres humanos consistiria no fato da luz visível não ser absorvida nem refletida pelo objeto em questão. Tais objetos não são conhecidos na natureza e até hoje não foram criados de modo satisfatório pelos seres humanos, tratando-se assim de um tema muito explorado pela ficção científica.

## Estudos
A invisibilidade pode, ao menos do ponto de vista teórico, ser atingida com a ajuda de metamateriais, ou seja, materiais que ao contrário de um buraco negro, repeleriam toda a matéria e energia, pois a luz que nos torna visíveis seria conduzida ao nosso redor e quando chegasse aos olhos das outras pessoas, elas não nos veriam. Mas há um porém. Se repelíssemos toda a luz, ele não entraria em nossos olhos e, por isso, estaríamos cegos.

## Invisibilidade social
O conceito de invisibilidade social tem sido aplicado, em geral, quando se refere a seres socialmente invisíveis, seja pela indiferença, seja pelo preconceito, o que nos leva a compreender que tal fenômeno atinge tão somente aqueles que estão à margem da sociedade. Há várias formas de invisibilidade social: econômica, racial, sexual, etária, entre outras. É o que acontece, por exemplo, quando um mendigo é ignorado de tal forma que passa a ser apenas mais um objeto na paisagem urbana.